# Laura Lima
Laura Lima (Governador Valadares, Minas Gerais, 1971) es una artista brasileña.
Vive y trabaja en Río de Janeiro. Desde la década de 1990, ha abordado el tema de lo vivo en sus obras, entre otros temas. Sigue haciendo su obra de arte con exposiciones en Brasil y en el exterior. Sus obras se encuentran en las colecciones de instituciones como Bonniers Konsthall, Estocolmo, Suecia; Instituto Inhotim, Brumadinho, Brasil; MAM - Museo de Arte Moderno, São Paulo, Brasil; Migros Museum für Gegenwartskunst, Zúrich, Suiza; Pinacoteca do Estado de São Paulo, Brasil; Itaú Cultural, São Paulo, Brasil; Museo de Arte Pampulha, Belo Horizonte, Brasil; Museo Nacional de Bellas Artes, Río de Janeiro, Brasil;  Los Ángeles, Estados Unidos; MASP  Museo de Arte de San Paulo, Brasil, entre otros.

## Biografía
Nacida en Governador Valadares, Laura Lima se mudó a Río de Janeiro cuando aún era una adolescente. Graduada en Filosofía por la Universidad del Estado de Río de Janeiro (UERJ), también estudió en la Escola de Artes Visuais do Parque Lage, Río de Janeiro. Es una de las socias fundadoras de la galería de arte A Gentil Carioca. Actualmente está representada por las galerías A Gentil Carioca (Río de Janeiro), Galería Luisa Strina (São Paulo) y Tanya Bonakdar Gallery (Nueva York).

## Carrera

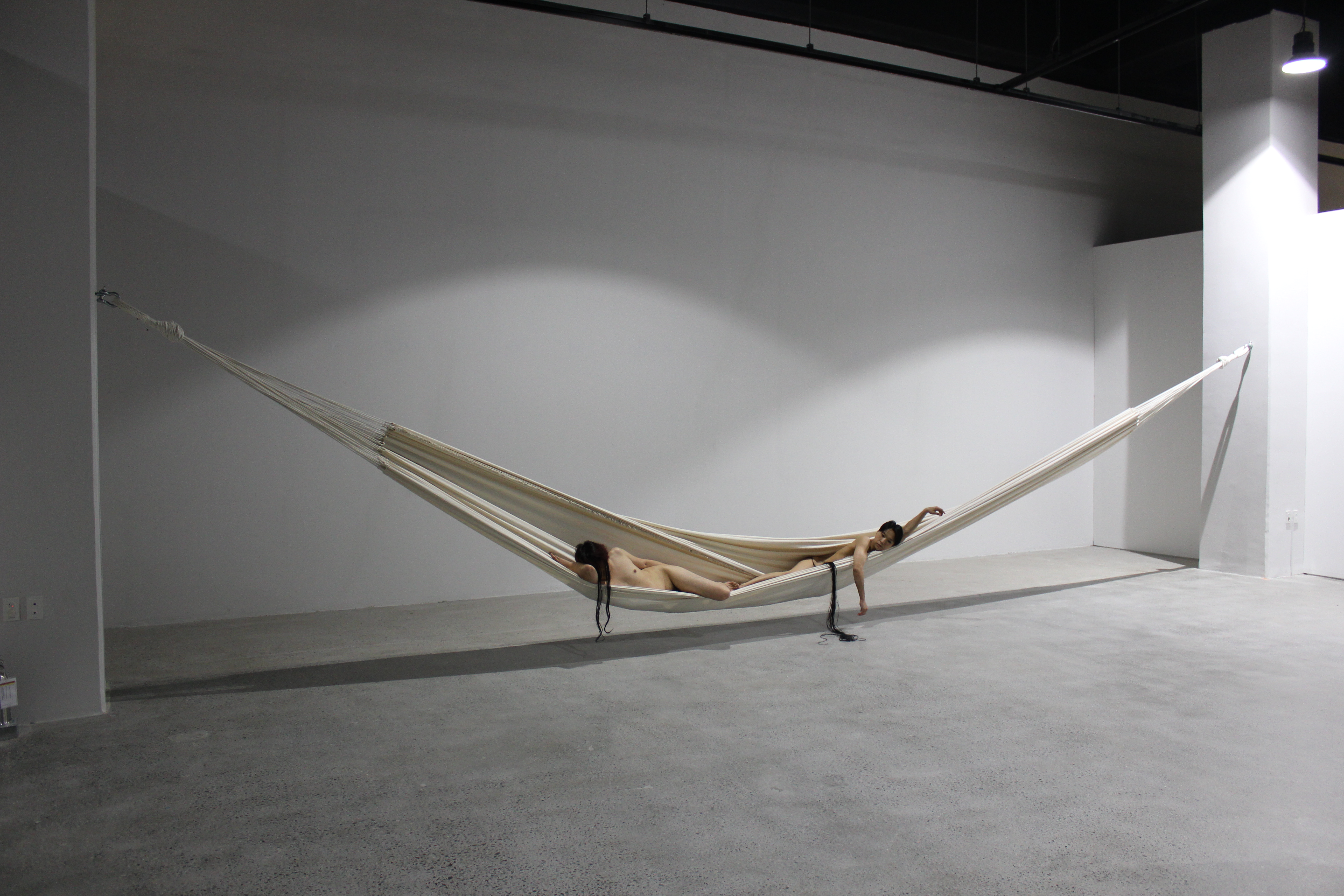
200px Fur + net (Hombre = carne/Mujer = carne), Bienal de Busan, Busan, Corea del Sur en 2018.

Laura Lima empezó su producción en la década de 1990 y desde entonces ha sido una de las artistas más importantes de su generación. Su obra escapa a la clasificación fácil y suele decir que sus obras no son performances o instalaciones, sino intentos de articular visualmente, en la realidad concreta, un glosario personal de conceptos que la artista ha ido trabajando a lo largo de su carrera. Es la primera artista brasileña en tener obras de autor adquiridas en la categoría “Performance” (sic) por un museo brasileño, el Museu de Arte Moderna de São Paulo, en 2000.
En 1994, la artista inicia el conocido conjunto de obras Homem = carne/ Mulher = carne, abordando la materialidad de los seres vivos como parte integral de su obra. Lima hace un complejo juego conceptual en torno a la idea de performance; rechaza tal definición; y lanza nuevas nociones sobre la temporalidad de las exposiciones de estas obras, además de nuevas articulaciones sobre este lenguaje y el de los museos y galerías. Algunas obras de este conjunto son Tirador-paisaje (H = c/M = c), Bala (H = c/M = c), Quadris (H = c/M = c), Marra (H = c/M = c) ), Dopada (H = c/M = c), etc. Así, las obras de Lima tienden a estirar los límites de los conceptos y clasificaciones habituales, basados principalmente en el uso de seres vivos (''materia'' : animales o seres humanos) en circunstancias inusuales, provocando extrañeza y situaciones controvertidas o provocadoras, como en las obras Pollos de gala o Faisanes con comida .
Es el caso de la obra The Inverse, que consiste en una enorme cuerda de nailon trenzado cuyo ancho va decreciendo de un extremo al otro que atraviesa y serpentea el espacio expositivo. Su extremo más fino debe colocarse entre las piernas de una participante, que se encuentra acostada, con el resto del cuerpo oculto por una pared falsa. Depende de la participante si quiere insertar la punta en la vagina, usando un protector de dedos, o dejarla entre las piernas. La obra es una mención de honor en la lista del sitio web Huffpost de los diez proyectos de arte más controvertidos del siglo pasado, que incluye obras de artistas como Marcel Duchamp, Robert Mapplethorpe y Guerrilla Girls. En la exposición The Inverse, realizada en 2016 en el Instituto de Arte Contemporáneo (ICA) – Miami, Estados Unidos, hubo polémica cuando una participante de la obra afirmó haber sido conducido por las instrucciones de la obra a la ''autoviolación''. La acusación no procedía porque, en todas las obras de Lima que incluyen personas, la contratación de cada individuo está acompañada contractual y legalmente, de modo que el participante no es llevado a hacer nada que no haya sido previamente pactado. El ICA se hizo público para aclarar que ni el museo ni la artista presionaron a la participante y que la decisión de qué hacer con la cuerda era de ella. El libre albedrío es una parte esencial del trabajo.
Laura Lima recibió en 2014 el BACA, Premio Bonnefanten de Arte Contemporáneo, Países Bajos; y, en 2007, Lima recibió el Premio Marcantonio Vilaça . La artista también fue nominada al Premio Francófono 2011 y al Premio Hans Nefkens 2012. Lima fue co-curadora de la 7ª Bienal do Mercosul, en 2009, con Victoria Noorthoorn y Camilo Yáñez.

## Exhibiciones

### Exposiciones individuales

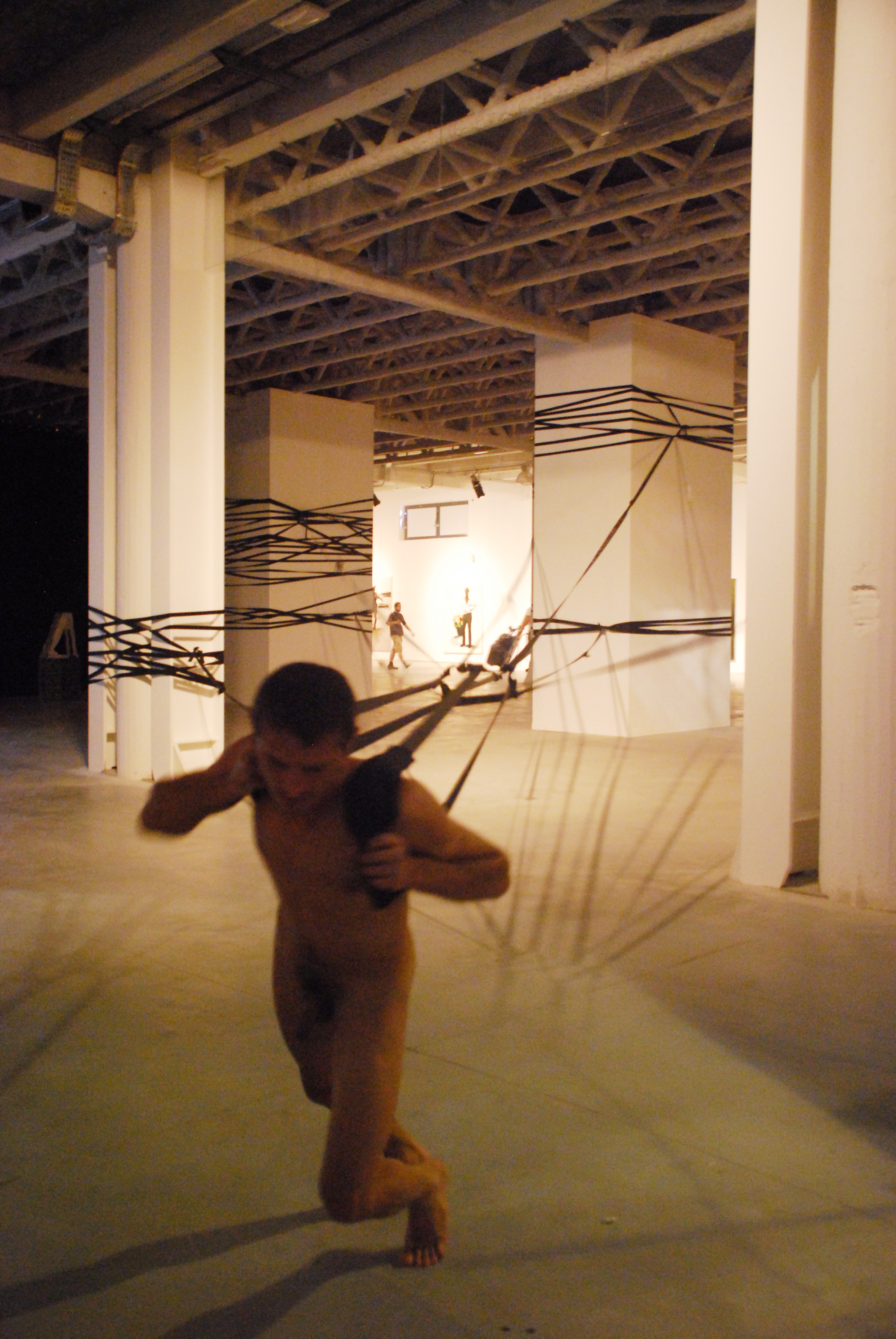
Column puller (Hombre = carne/Mujer = carne), Bienal de Lyon, Lyon, Francia en 2011.

- 2021,  6 Feet Over, Galería Tanya Bonakdar, Los Ángeles, EE. UU.
- 2020,  Réu Hell, Baile do Sarongue, Museo del Mañana, Río de Janeiro, Brasil
- 2019,  I hope this finds you well, Galería Tanya Bonakdar, Nueva York, EE. UU.
- 2019,  Balé Literal, A Gentil Carioca, Río de Janeiro, Brasil
- 2019,  Qual, Galeria Luisa Strina, São Paulo, Brasil
- 2018,  Cavalo Come Rei, Fundación Prada, Milán, Italia
- 2018,  Alfaiataria, Pinacoteca, São Paulo, Brasil
- 2018,  Wrong Drawings, Goodman Gallery, Johannesburgo, Sudáfrica
- 2017,  A room and a half, CCA - Centro de Arte Contemporáneo Castillo Ujazdowski, Varsovia, Polonia
- 2016,  The Inverse, ICA - Instituto de Arte Contemporáneo de Miami, Miami, EE. UU.
- 2015,  The Naked Magician, Galería Nacional de Dinamarca, Copenhague, Dinamarca
- 2015,  El Mago Desnudo, MALBA - Museo de Arte Moderno de Buenos Aires, Argentina
- 2015,  Ágrafo, Galería Luisa Strina, São Paulo, Brasil
- 2015,  Cinema Shadow n2 Segundo, Centro Cultural Banco do Nordeste, Fortaleza, Brasil
- 2015,  Cinema Shadow n2 Segundo, Teatro Margarita Xirgu, Buenos Aires, Argentina
- 2014,  The Fifth Floor, Bonnefantenmuseum, Maastricht, Países Bajos
- 2014,  The Abstraction, Lilith Performance Studio, Malmo, Suecia
- 2014,  The Naked Magician, Bonniers Konsthall, Estocolmo, Suecia
- 2013,  Bar Restaurant and Naked Magician, Migros Museum fur Gegenwartskunst, Zúrich, Suiza
- 2013,  Por Amor a la Disidencia, MUAC, Ciudad de México, México
- 2013,  Song, colaboración con James Tyson y Ranters Theatre, Arts House, Melbourne, Australia
- 2012,  Notas de Rodapé, A Gentil Carioca Lá, Galería A Gentil Carioca, Río de Janeiro, Brasil
- 2012,  Cinema Shadow n1 Unspecified, Shortwave Cinema, Londres, Inglaterra
- 2012,  Cinema Shadow n2 Segundo, Fundación Eva Klabin, Río de Janeiro, Brasil
- 2010,  Grande, Casa França Brasil, Río de Janeiro, Brasil
- 2010,  Laura Lima, La Centrale, Montreal, Canadá
- 2010,  Baile, Sesc, São Paulo, Brasil
- 2009,  Padedéu (con Jarbas Lopes), Galería Luisa Strina, São Paulo, Brasil
- 2009,  Nuvem, Casa de Cultura Laura Alvim, Río de Janeiro, Brasil
- 2008,  Fuga, A Gentil Carioca, Río de Janeiro, Brasil
- 2007,  Filosofía ornamental, Hardcore Art Contemporary Space, Miami, EE. UU.
- 2005,  Paisagem, Museo Estatal, Recife, Brasil
- 2004,  Baile, Parque Lage, Río de Janeiro, Brasil
- 2004,  Instâncias, Chapter Art Centre, Cardiff, Gales
- 2003,  Costumes Loja, Casa Triângulo, São Paulo, Brasil
- 2002,  Costumes, Mala Galerija, Moderna Galerija, Ljubljana, Eslovenia
- 2002,  Hombre = carne/Mujer = carne & Costumbres, Museo de Arte Pampulha, Belo Horizonte, Brasil
- 2000,  Project Rooms, Arco-Madrid, Madrid, España
- 2000,  Manija Paisaje (H = c/M = c), Escuela de Crítica, São Paulo, Brasil
- 2000,  Laura Lima al Servicio de la RhR, 24 días en Madrid, Espacio Uno y la ciudad de Madrid, Museo Reina Sofía, Madrid, España

### Exposiciones colectivas
El trabajo de Lima ha sido incluido en prestigiosas exposiciones colectivas a lo largo de su carrera, como las 24ª y 27ª Bienales de São Paulo, Brasil; 2ª y 3ª Bienales del Mercosur en Porto Alegre, Brasil; XI Bienal de Lyon, Francia, 2011; 11, 12, 13, 14 y 15 Rooms en varias ciudades a partir de 2011; Bienal de Sharjah, Emiratos Árabes Unidos, 2019; Bienal de Busan, Corea del Sur, 2018; Bienal de Kaunas, Lituania, 2021; Festival de Cine de Estocolmo, Suecia; Frestas, Trienal de Artes 2020/21, Sorocaba (SP), Brasil; 13.ª Bienal de Kaunas, Kaunas, Lituania, 2021; Performa 15, Nueva York, Estados Unidos; Trienal de Aichi, Nagoya, Japón, 2016.

## Premios
- 2014,  Premio Bonnefanten.[2]
- 2012,  Nominado al premio Hans Nefkens.
- 2011,  Nominado al premio Francófono, Francia.
- 2010,  Carpe Diem Arte e Investigación, Lisboa, Portugal.
- 2010,  Nominado al premio PIPA.
- 2007,  Premio Adquisición Panorama del Arte Brasileño MAM San Paulo.
- 2006,  Premio Marcantônio Vilaça, Brasil.
- 1997,  Mención de Honor: XXV Salón de Belo Horizonte, Brasil.